# Echelon (jeu vidéo)
Pour les articles homonymes, voir Échelon.
Echelon (Шторм) est un jeu vidéo de simulation de vol de combat développé par MADia Entertainment et édité par Bethesda Softworks, sorti en 2001 sur Windows.
Il a pour suite Echelon II: Wind Warriors.

## Accueil
- GameSpot : 7/10[1]